# AfE-Turm
Der AfE-Turm war ein 116 Meter hohes Hochhaus in Frankfurt am Main. Er gehörte zum Campus Bockenheim der Johann-Wolfgang-Goethe-Universität und beherbergte bis März 2013 die Büros und Seminarräume der Fachbereiche Gesellschaftswissenschaften, Erziehungswissenschaften und Psychologie. Die Abkürzung AfE stand für Abteilung für Erziehungswissenschaft. Tatsächlich zog diese Abteilung nie in das Hochhaus ein, da sie schon vor der Eröffnung des Gebäudes geschlossen worden war; der Gebäudename wurde trotzdem beibehalten. Das Gebäude stand seit Mai 2013 leer und wurde am 2. Februar 2014 gesprengt. An seiner Stelle wurde 2021 das Wohn- und Hotelgebäude One Forty West fertiggestellt.

## Geschichte
Anfang der 1960er Jahre begannen Planung und Bau des AfE-Turms durch zwei Architekten der Bauabteilung des Landes Hessen. Der Bau war nötig geworden, nachdem 1961 die Hochschule für Erziehung der Universität angegliedert worden war und sich die alte Bettinaschule im Frankfurter Westend auch als Provisorium als unzureichend herausgestellt hatte. Dem Gebäude fehlte von Beginn an die geplante Funktionalität. Der AfE-Turm wurde 1972 fertiggestellt.
Dass die Erziehungs- und Gesellschaftswissenschaften in das damals höchste Gebäude in Frankfurt einzogen, hatte Symbolcharakter: Die Stellung der gesellschaftswissenschaftlichen Fächer in Frankfurt wurde auf diese Weise unterstrichen. Der Einzug begleitete die mit den 1970er Jahren einhergehenden Umbrüche in Gesellschaft und innerhalb der Universität.
Die Fernuniversität Hagen hatte im Gebäude ein Fern-Studienzentrum, sodass auch viele externe Studenten das Gebäude aufsuchten. Schätzungsweise arbeiteten bis zu 300 Personen, hauptsächlich wissenschaftliches und Verwaltungspersonal, im Gebäude.
Aus Gründen unzureichenden Brandschutzes waren die Seminarräume ab dem 11. Stock im Jahr 2000 vom Universitätspräsidenten Rudolf Steinberg für Veranstaltungen gesperrt worden. Nach der Modernisierung des Brandschutzes, zu der insbesondere die Installation einer Brandmeldeanlage und elektroakustischer Anlagen zur Notfall-Alarmierung und die Ertüchtigung eines bestehenden Aufzuges zu einem Feuerwehraufzug zählten, wurde das Nutzungsverbot aufgehoben. Die Kosten für diese Modernisierung beliefen sich auf 1,1 Millionen D-Mark, wovon 700.000 Mark vom Land Hessen aufgebracht wurden.
Am 9. August 2005 verunglückte eine Universitätsmitarbeiterin in einem der Aufzüge tödlich. Sie hatte nach dem Steckenbleiben über den Notrufknopf den Pförtner alarmiert, der zu ihr kam und sowohl die Tür zum Schacht als auch die innere Kabinentür öffnete. Zum Aussteigen war die Kabine jedoch schon zu weit hochgefahren. Der Pförtner forderte die steckengebliebene Person auf, solange zu warten, bis er vom Maschinenraum aus die Kabine abgesenkt habe. Da die Frau jedoch schon lange Zeit festsaß, bevor der Pförtner sie erreichte, war sie möglicherweise in Panik und versuchte, durch die geringe Öffnung zwischen Stockwerksdecke und Aufzugboden herauszukriechen. Sie erreichte nicht den Etagenboden, sondern rutschte unter die Kabine und fiel in den Schacht. Das folgende Strafverfahren gegen den Pförtner wurde zunächst eingestellt, da er die Frau mehrfach aufgefordert hatte, in der Kabine zu bleiben. Auf die Beschwerde der Angehörigen der Verunglückten wurde der Pförtner doch noch wegen fahrlässiger Tötung angeklagt, das Verfahren aber nach Auflage einer Zahlung in Höhe von 1500 Euro eingestellt. Man warf ihm vor, dass er die innere Tür nicht hätte öffnen dürfen, solange die Kabine nicht an der Etage stand.
Das Gebäude war wiederholt Ziel von Vandalismus. Anfang Februar 2013 wurden von Unbekannten die in der Geschichte des Turms bislang größten Vandalismusschäden im Gebäude mit einem Schaden von 40.000 € verursacht.
Das Areal um den AfE-Turm wurde 2011 an die ABG Frankfurt Holding verkauft. Der ursprünglich für 2011 geplante Umzug der Fachbereiche des AfE-Turms auf den Campus Westend wurde mehrmals verschoben.
Im Vorfeld der Internationalen Automobil-Ausstellung 2011 wurde vom Automobilhersteller Mercedes-Benz der Universitätsleitung der Vorschlag unterbreitet, für einen Betrag von über 100.000 Euro am Gebäude den Mercedes-Stern zu Werbezwecken anzubringen, da der AfE-Turm von der Messe aus gut sichtbar war. Die Stadt lehnte dies jedoch ab.
Zum Ende des Wintersemesters 2012/2013 zogen die einzelnen Abteilungen des Turms schließlich auf den Campus Westend.
Im Vorfeld der am 22. April 2013 stattgefundenen Räumung des seit 2003 unter dem Namen Institut für vergleichende Irrelevanz bekannten, besetzten ehemaligen Institutsgebäudes des Instituts für England- und Amerikastudien wurde der AfE-Turm präventiv gesichert und war seitdem nicht mehr öffentlich zugänglich. Ende April 2013 zog die letzte noch verbliebene Abteilung aus.

## Gebäude

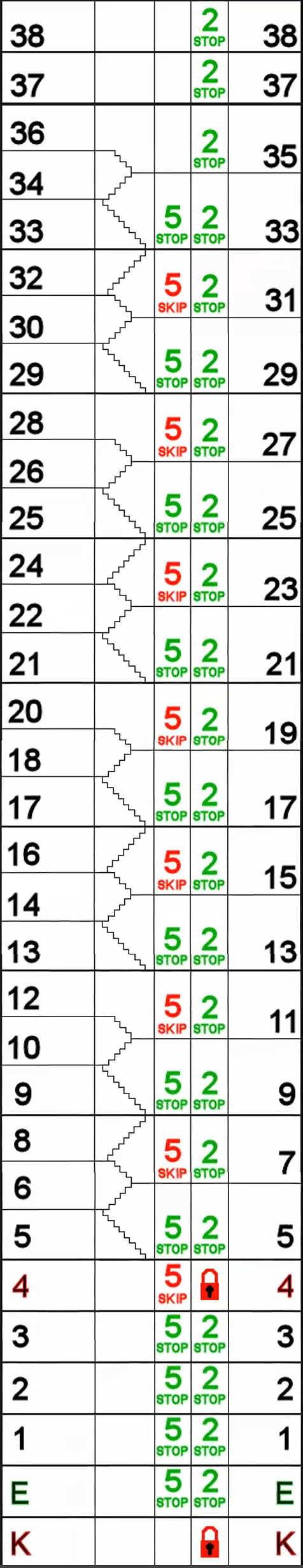
Etagen-, Aufzüge- und Treppenplan des AfE-Turms

Die Nordseite des Turms, der kurzzeitig das höchste Gebäude Frankfurts war, beherbergte neben der Bibliothek der Sozialwissenschaften ausschließlich Seminarräume mit anderthalbfacher Etagenhöhe. Die Südseite bestand aus Büros in einfacher Etagenhöhe, was zur Folge hatte, dass es zwischen den beiden Turmhälften ein kompliziertes System von Treppenhäusern und Zwischenetagen gab, die die Orientierung erheblich erschwerten. Ferner waren viele der Büroetagen mit geraden Stockwerksnummern nicht barrierefrei zugänglich. Im 1. OG des Gebäudes befanden sich zentrale Hörsäle mit Tageslicht durch große Fensterflächen, die direkt vom Erdgeschoss über Treppen erreicht werden konnten. Nach dem Bau war in der obersten Etage eine Cafeteria eingerichtet worden, die aber mangels Zuspruch wieder geschlossen wurde (diese Etage war nicht mit allen Aufzügen zu erreichen). Das studentisch verwaltete TuCa (Turm Café) im Erdgeschoss wurde auf Veranlassung der Hochschulverwaltung polizeilich geräumt, um ein Studentenwerk-Café („C’AfE“) zu eröffnen. Seit Anfang 2007 saß das „TuCa [im Exil]“ im 5. Stock.

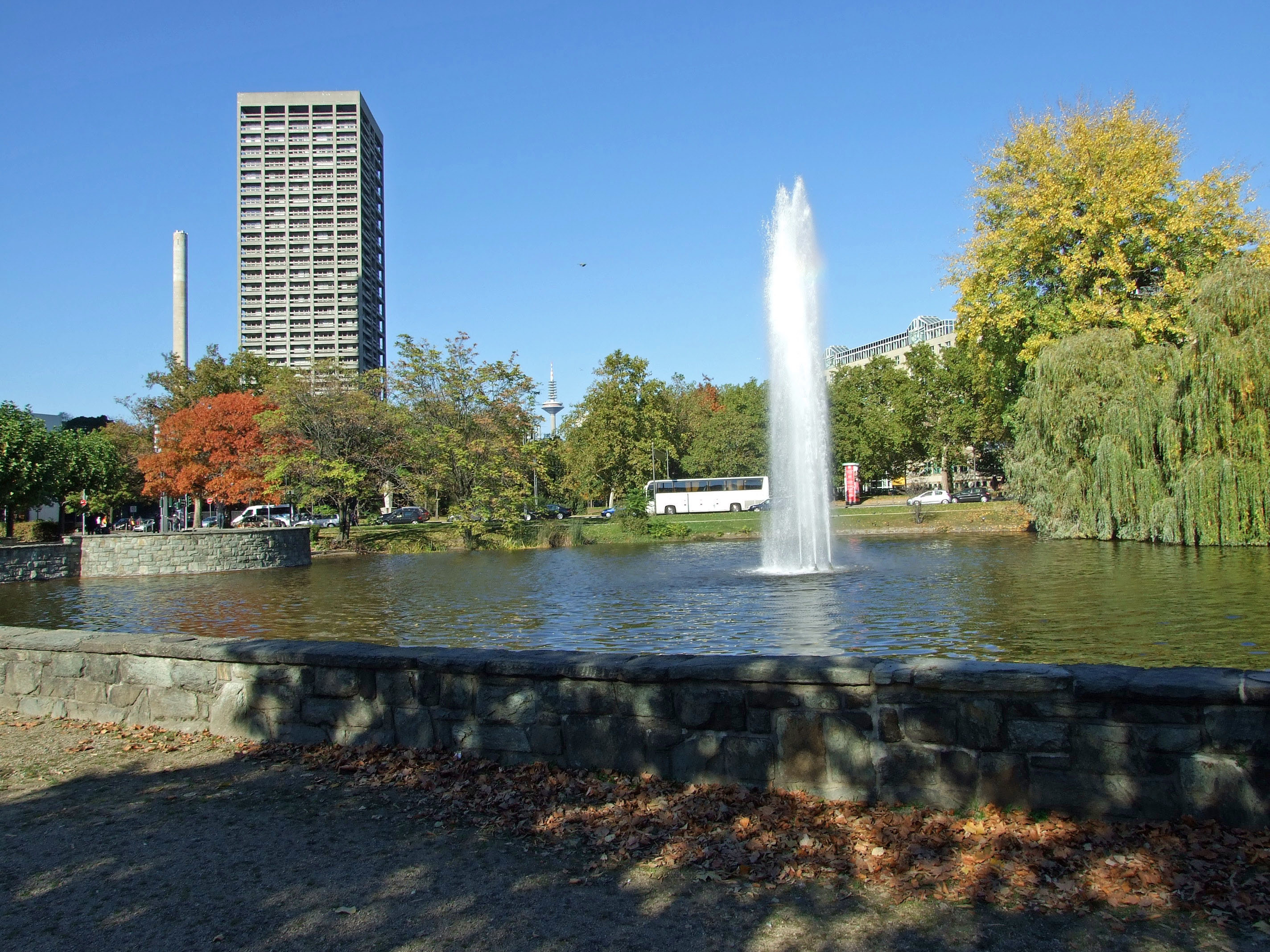
Von der Messe aus gesehen
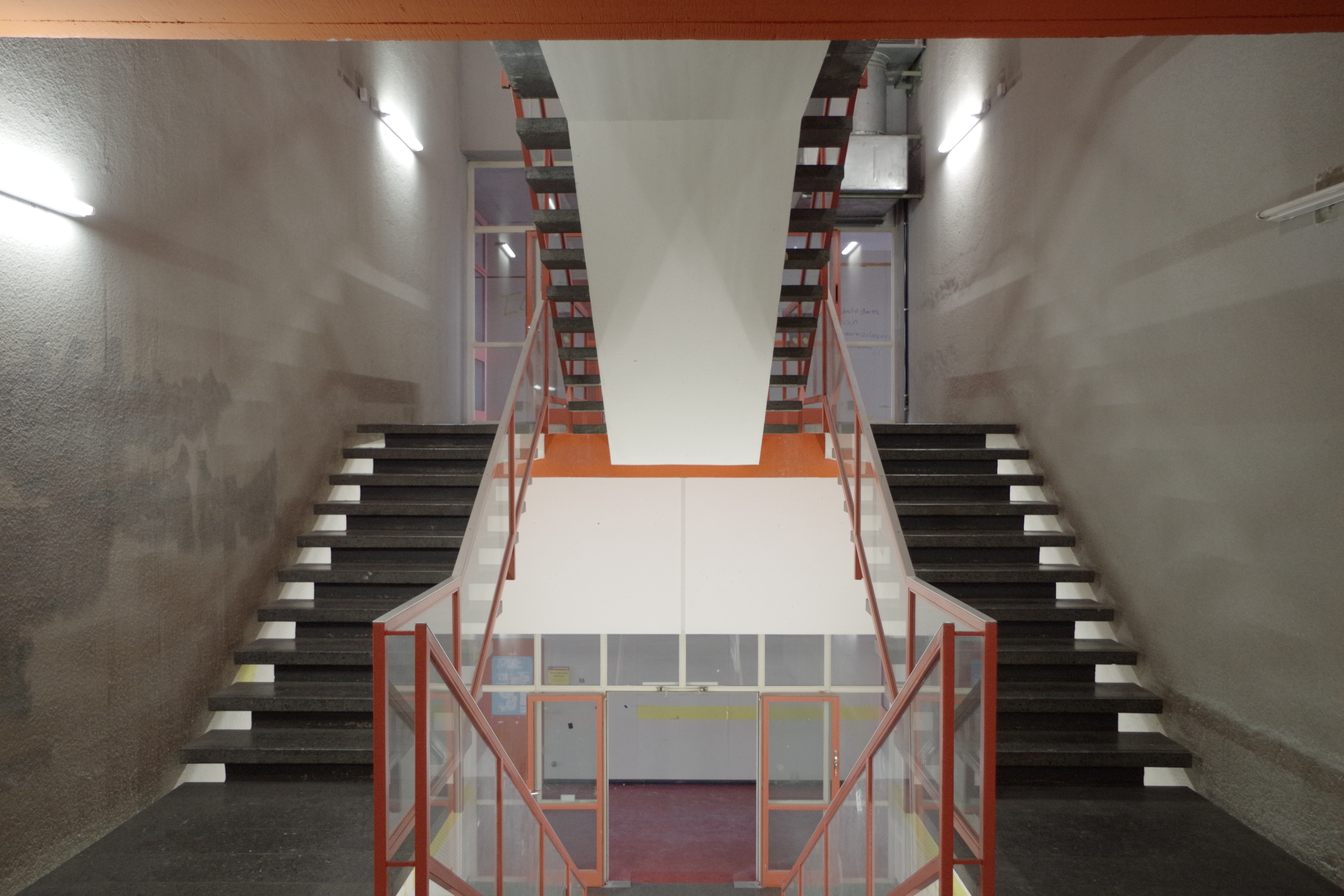
Innentreppenhaus
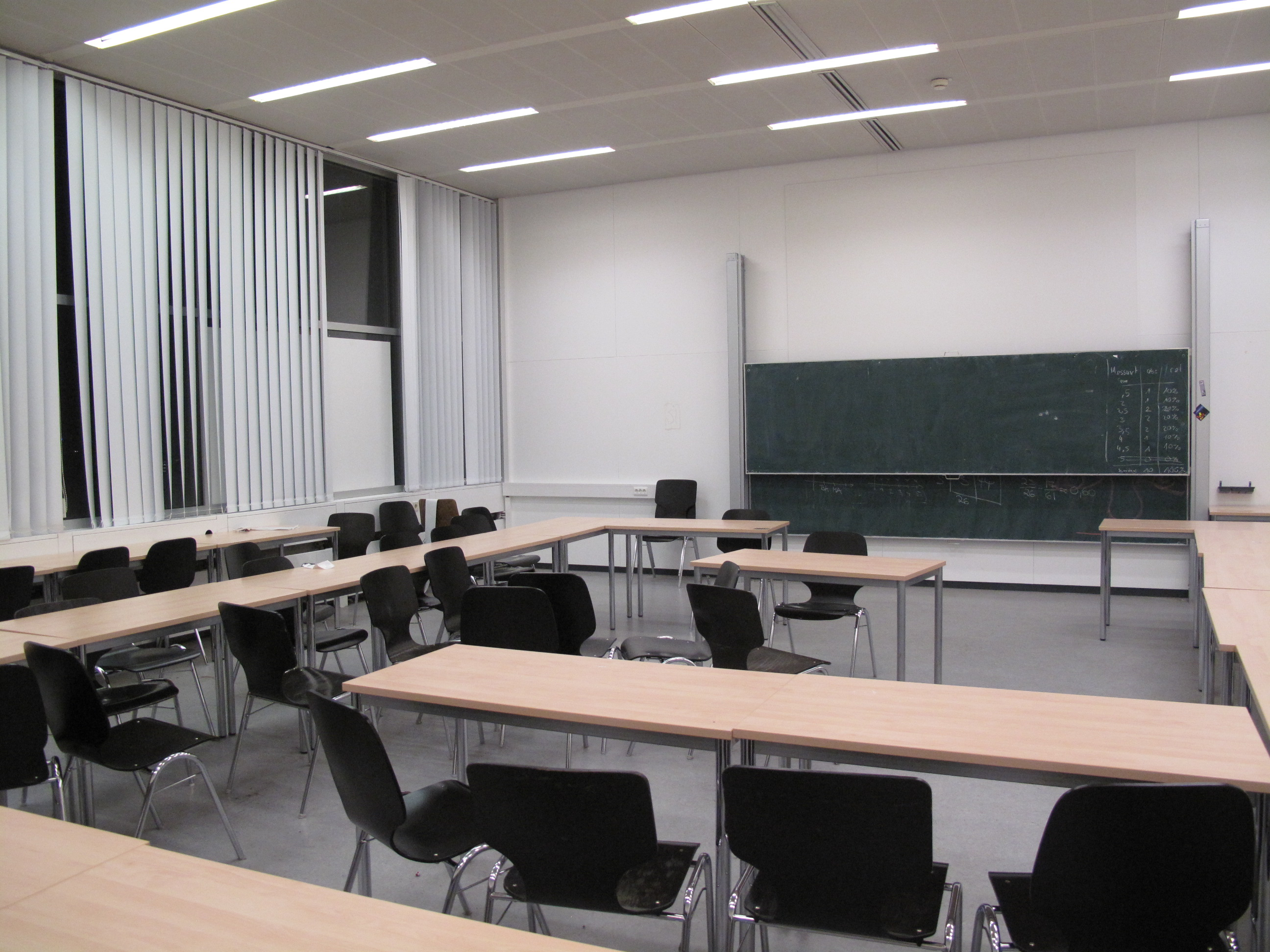
Seminarraum
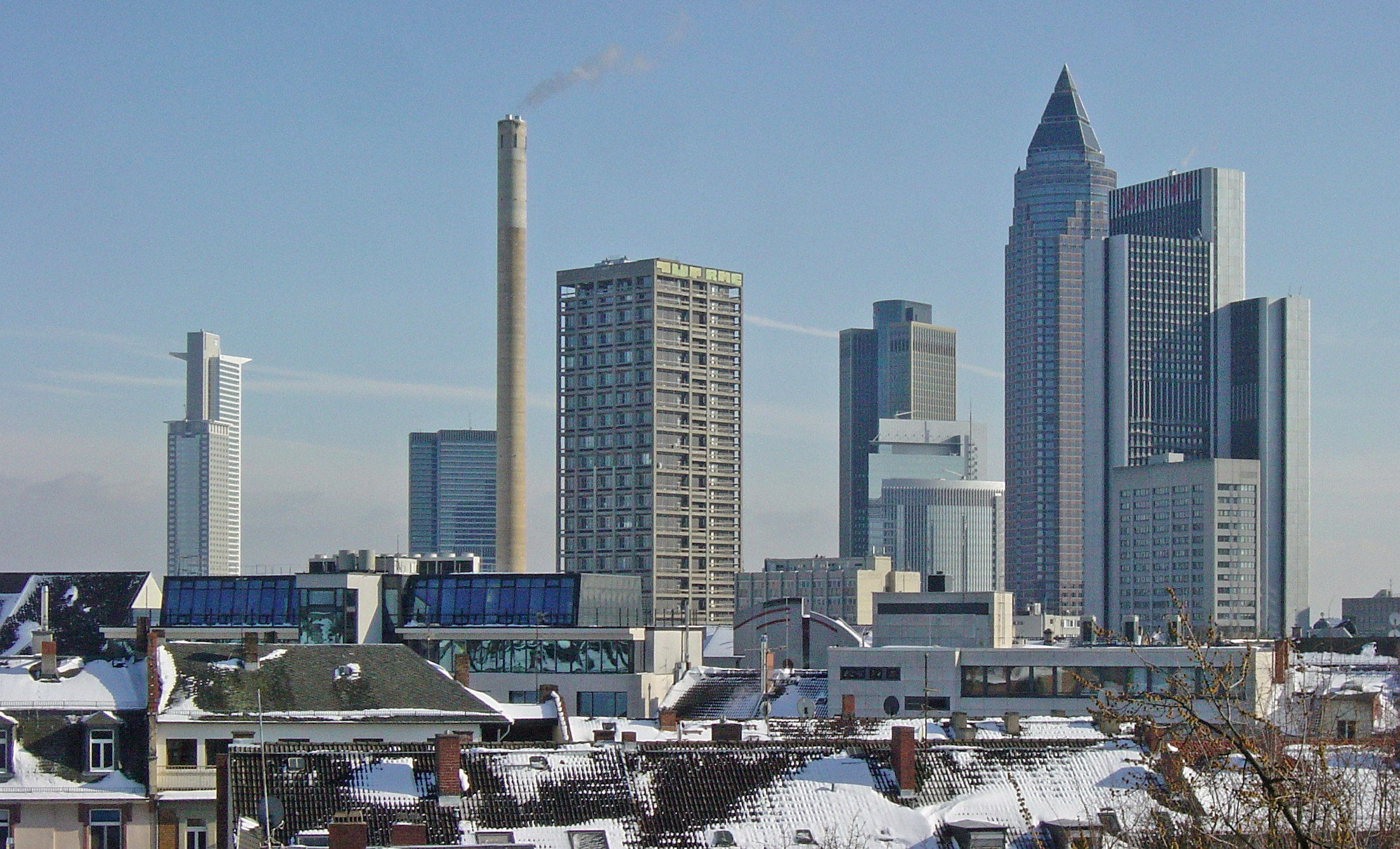
Als Teil der Skyline (2013)

Der Turm wurde ursprünglich für 2500 Studenten konzipiert. Jedoch war das Gebäude seit der Eröffnung mit einer um ein Vielfaches höheren Zahl Studenten belegt, so dass an den sieben Aufzügen oftmals mit Wartezeiten von mehr als 15 Minuten gerechnet werden musste. Von den sieben Aufzügen funktionierten meist nur fünf, zudem blieben die Aufzüge regelmäßig stecken. In einem besonders schlechten Zustand waren zuletzt die Aufzüge der 5er-Gruppe auf der Ostseite des Gebäudes, die vor dem Halt an einer Etage in eine sehr langsame, ruckelige Fahrweise schalteten. Ungeplante Halte an eigentlich stillgelegten Etagen kamen ebenso vor wie falsche Stockwerksanzeigen.
Der Turm war Ziel für Studentenproteste, da er im Gegensatz zu den meisten anderen Gebäuden der Universität mit relativ wenigen Helfern vollständig abgeriegelt werden konnte. Die in den letzten Jahren dramatisch verschlechterten Studienbedingungen innerhalb des Turmes bildeten ein weiteres Motiv und die daraus resultierenden Turmblockaden waren ein fester Bestandteil der regelmäßig wiederkehrenden Proteste an der Goethe-Universität.

## Konstruktion
Das 116 Meter hohe Stahlbetongebäude hatte 165.000 Kubikmeter umbauten Raum. Zwei Untergeschosse und 32 Obergeschosse waren vorhanden. Das Bauwerk war auf einer quadratischen Stahlbetonbodenplatte mit 42,5 Meter Kantenlänge und 3,6 Meter Dicke gegründet. Die oberen Regelgeschosse mit 3,4 Meter Geschosshöhe hatten quadratische Grundrisse mit 33,4 Meter Kantenlänge. Die Fassade bestand aus Leichtbetonfertigteilen. Es wog etwa 50 000 Tonnen.

## Abriss und Sprengung
Am 8. Juli 2013 wurde mit dem Abriss begonnen, der zehn bis zwölf Monate dauern sollte. Zunächst sollte eine auf zwei Monate angesetzte komplette Räumung und Entkernung erfolgen. Danach sollte bis zu einer Höhe von 30 Metern die schrittweise Abtragung mittels Kleinbagger erfolgen. Der verbliebene Rest des Baus sollte schließlich mit Longfrontbaggern vom Boden aus abgebrochen werden.
Im Dezember 2013 wurde bekannt, dass die Eigentümerin, die ABG Frankfurt Holding, entgegen den ursprünglichen Verlautbarungen eine Sprengung anstrebte, nachdem die Entkernung und die Schadstoffsanierung abgeschlossen waren. Grund für diese Planungsänderung waren Beschwerden der Anwohner über den langwierigen Abbruch. Im November 2013 begann die Sprengfirma in Zusammenarbeit mit einem Dresdener Statiker, der die Durchführbarkeit der Sprengung untersuchte, in Frankfurt vor Ort mit den Vorbereitungen. Anfang Januar 2014 wurde bei der städtischen Bauaufsicht ein Antrag auf Sprengung gestellt. Die Bauaufsicht genehmigte die Sprengung wenige Wochen später. Terminiert wurde sie für den 2. Februar 2014, als Ersatztermin wurde der 16. Februar festgesetzt.

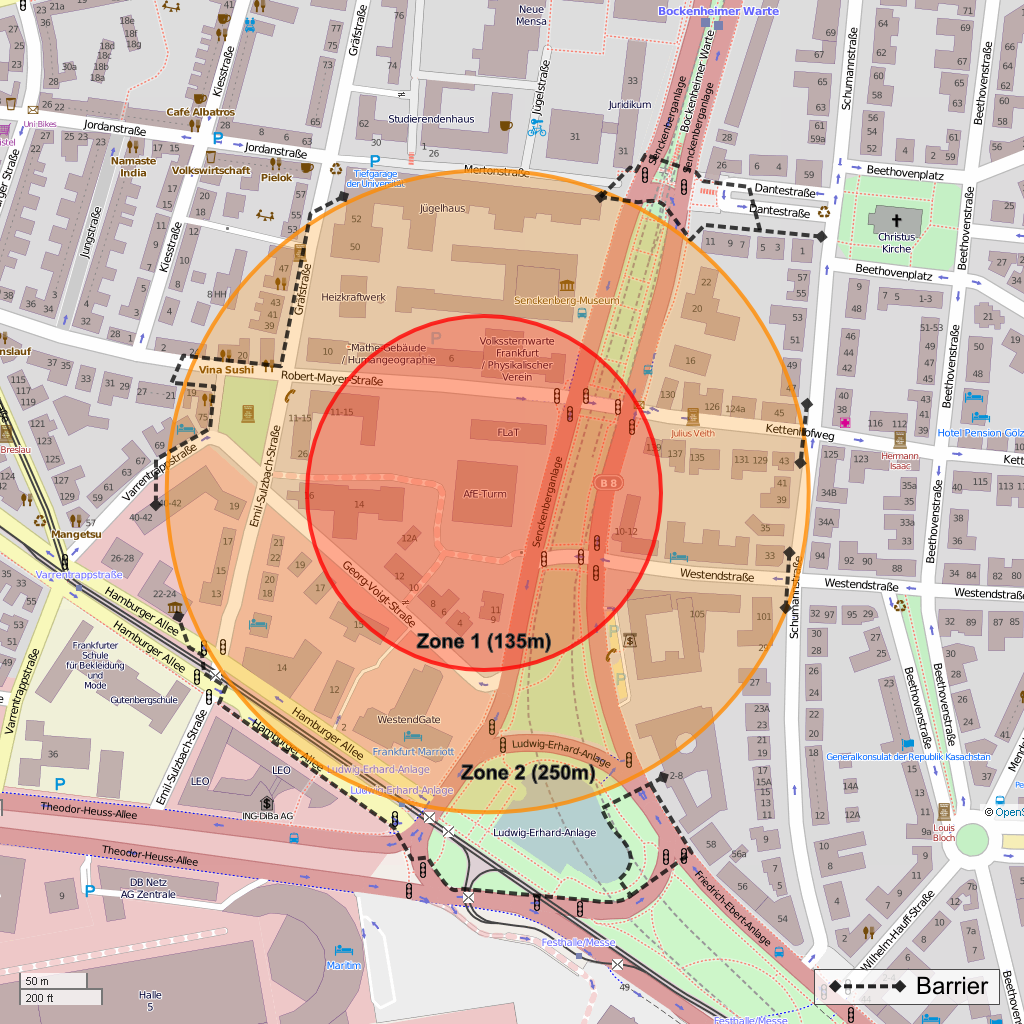
Sperrzonen und Absperrungen der Sprengung am 2. Februar 2014 (135-m-Zone rot, 250-m-Zone orange markiert)

Für die Sprengung wurde um das Gebäude eine Schutzzone mit einem Radius von 135 Metern ausgewiesen, welche am Tag der Sprengung von der Polizei und vom THW geräumt wurde. Die Straßen wurden im Umkreis von 250 Metern gesperrt. Bewohner außerhalb der Schutzzone im abgesperrten Bereich wurden aufgefordert, innenliegende Räume aufzusuchen. Angrenzende Bauwerke wurden im Vorfeld eingerüstet und mit Planen abgedeckt. Der Verkehr auf Teilen der U-Bahn-Strecke D und der angrenzenden Straßenbahnstrecke wurde während der Sprengung eingestellt. Die Polizei erwartete rund 40.000 Schaulustige.
Ursprünglich sollte die Sprengung vom Dach des naheliegenden Hotels Westend Gate ausgelöst werden, jedoch scheiterte dieses Vorgehen an der vom Eigentümer Marriott geforderten Aufwandsentschädigung. Die Sprengung erfolgte schließlich von der Senckenberganlage.
Für die Sprengung wurden 950 kg Sprengstoff in Portionen von 400 g bis 1,2 kg in 1403 Bohrlöcher gefüllt. Das Sprengunternehmen wurde dabei von Sprengberechtigten des THW und der Bundeswehr unterstützt.
Bei der Sprengung um 10:04 Uhr wurde zunächst das aus 20, bis zu 1,5 m starken Stahlbetonstützen bestehende Skelett um den Gebäudekern zu Fall gebracht. Drei Sekunden später wurden die Sprengladungen im fünften und 14. Stockwerk des Gebäudekerns gezündet und dieser durch eine Kollapssprengung gefaltet, so dass der obere, größere Teil in Richtung Süden, der untere in Richtung Norden fiel. Zur Zerstörung dieses massiven Stahlbetonkerns kam besonders wirksames Nitropenta zum Einsatz. Im Gebäude untergebrachte Wassertanks mit insgesamt 25.000 Litern Wasser verminderten die Staubentwicklung. Der AfE-Turm war das höchste Gebäude, das bis dahin in Europa gesprengt wurde.
Die Fernsehsender hr-fernsehen, n-tv und N24 übertrugen die Sprengung live.
Am 19. März 2014 explodierte eine nicht gezündete Sprengladung auf dem Gelände, die bei Abtragungsarbeiten ausgelöst wurde. Verletzt wurde bei dem Vorfall niemand, der betreffende Baggerfahrer und ein weiterer Arbeiter erlitten jedoch einen Schock. Durch die umherfliegenden Betonteile wurden drei auf der Senckenberganlage fahrende Autos und der Bagger selbst beschädigt.
- Videos von der Sprengung
- Sprengung des AfE-Turms im Video mit Wiederholung in Zeitlupe
- Zeitlupe mit 240 fps
- Zeitlupe als Detailaufnahme der mittleren Sprenglinie

Bilder von der Sprengung
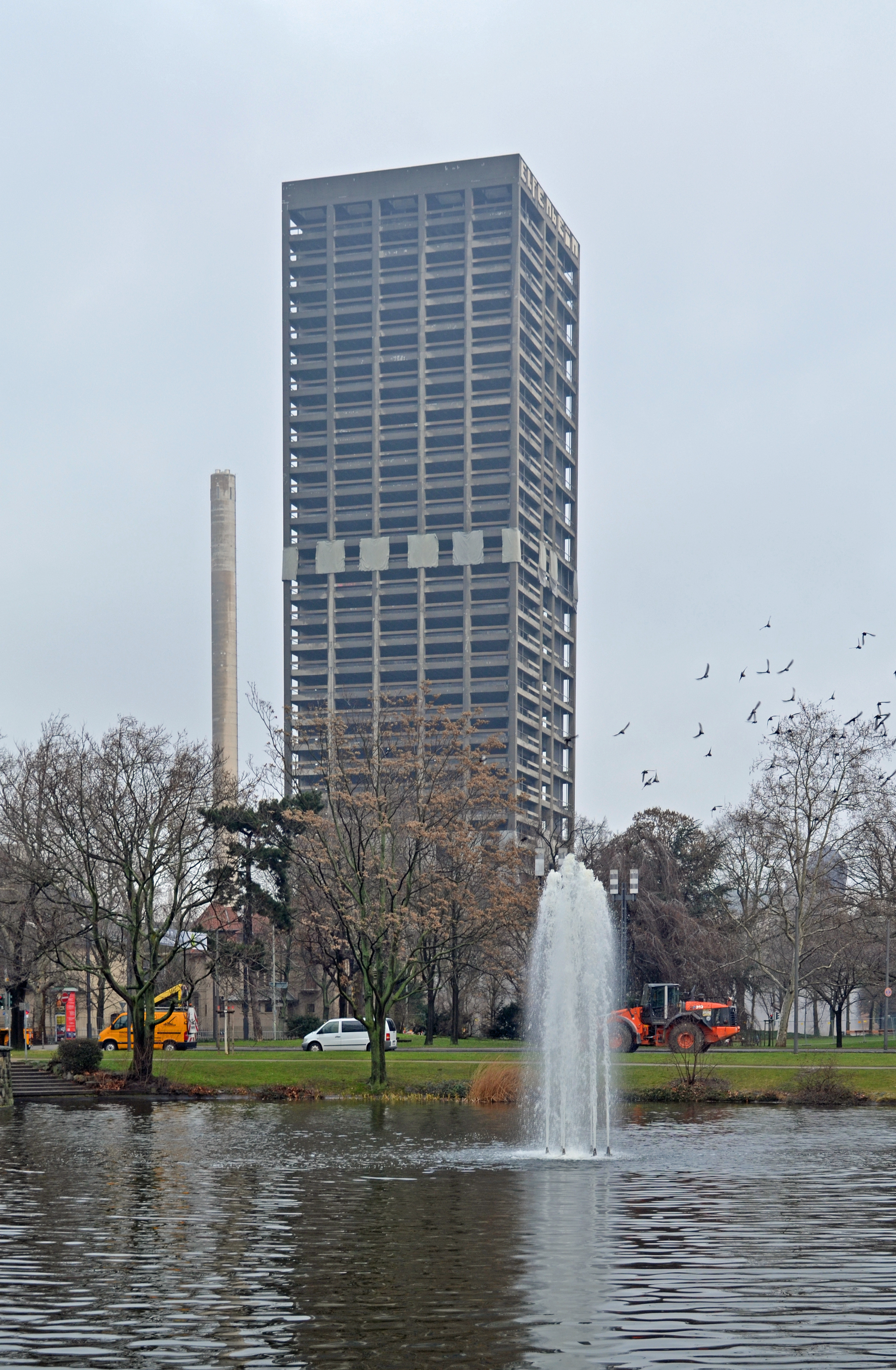
Vor der Sprengung, im 17. Geschoss sind die jeweils 350 kg schweren Splitterschutzmatten zu erkennen.
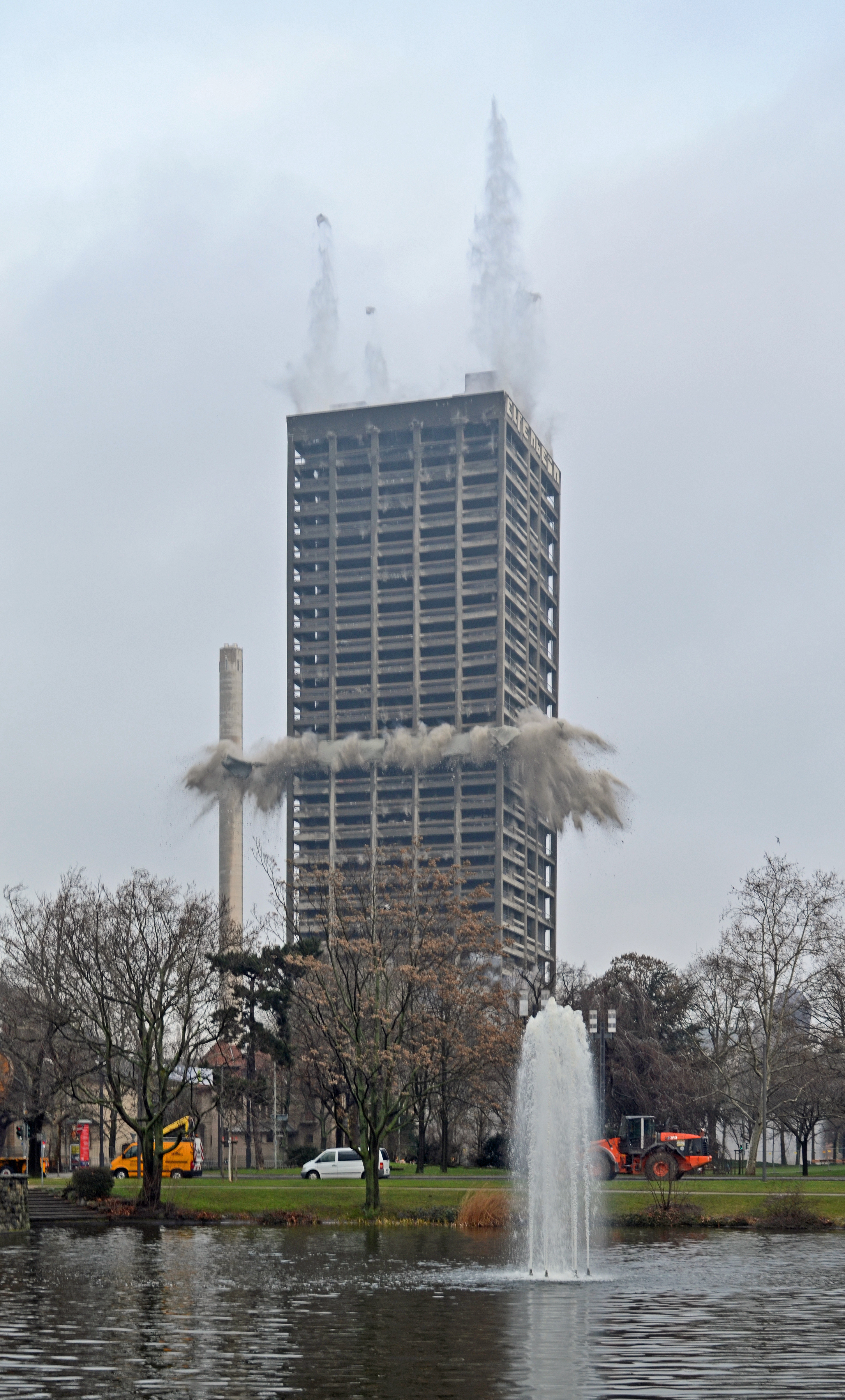
Kurz nach Zündung der Sprengladung in der 17. Etage. Auf dem Dach schießen die Wasserfontänen hoch.
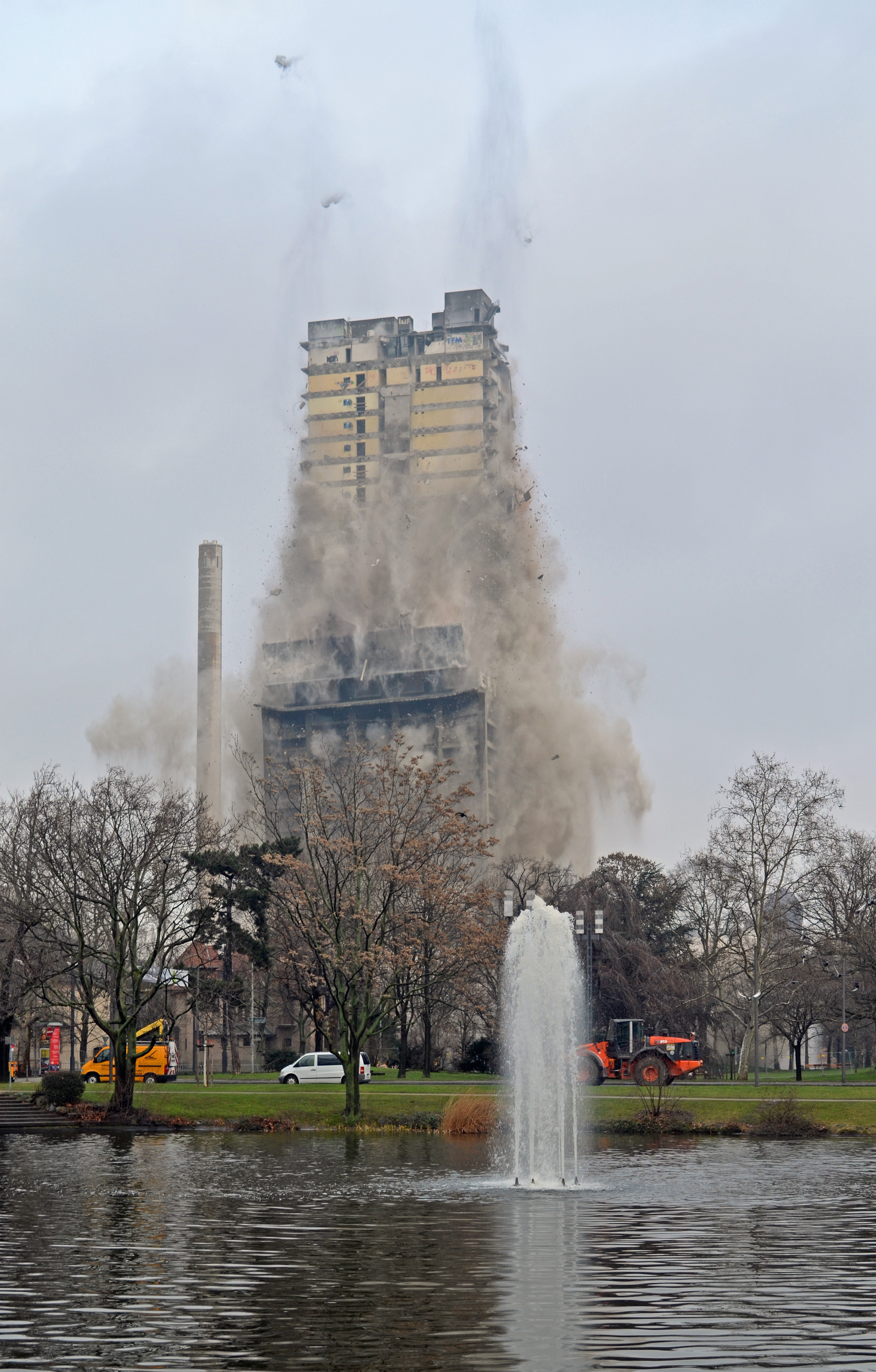
Äußeres Skelett und Geschossflächen fallen, innerer Kern steht noch, 3 Sekunden nach dem vorherigen Bild.
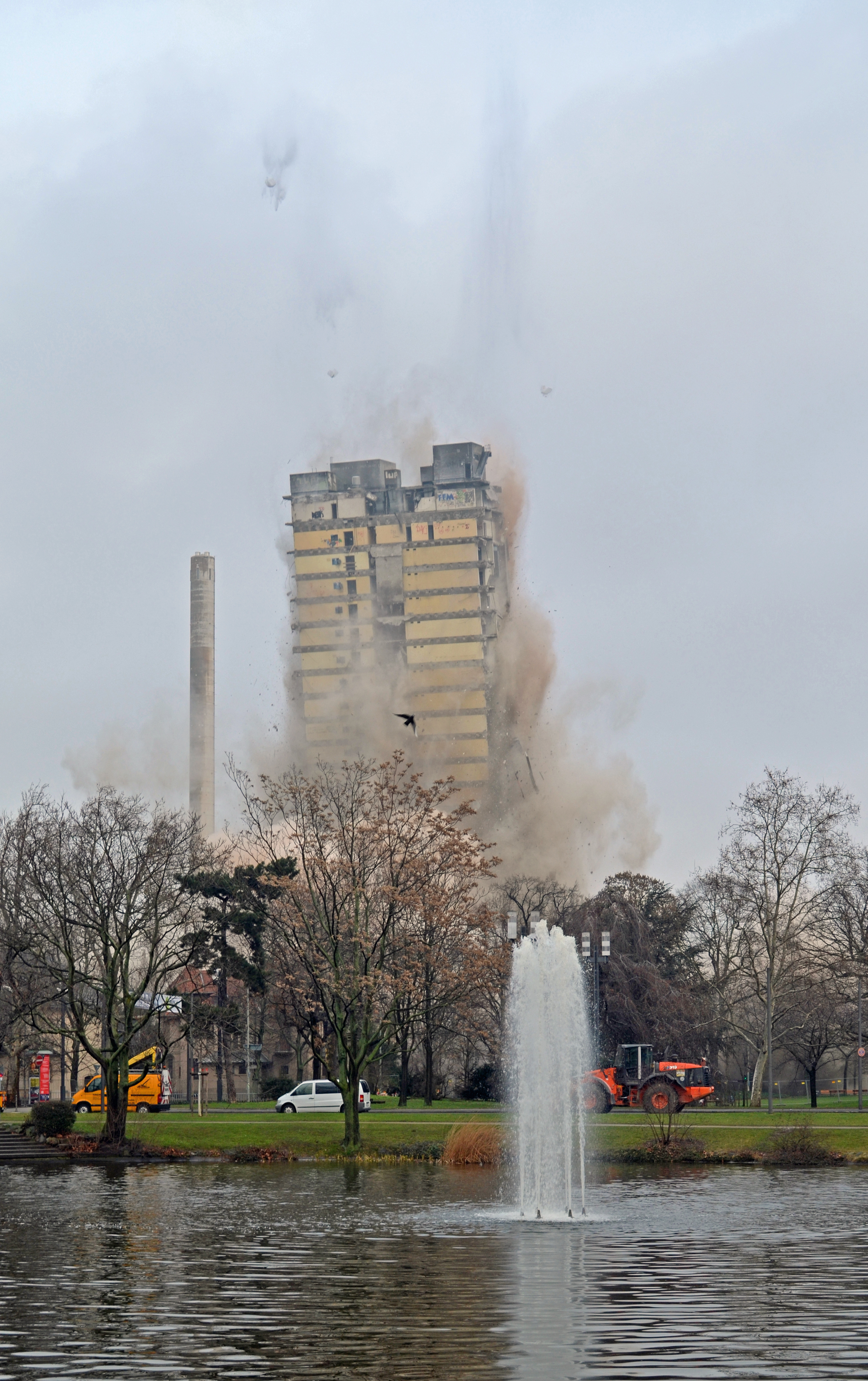
Der innere Kern fällt, 2 Sekunden nach dem vorherigen Bild.
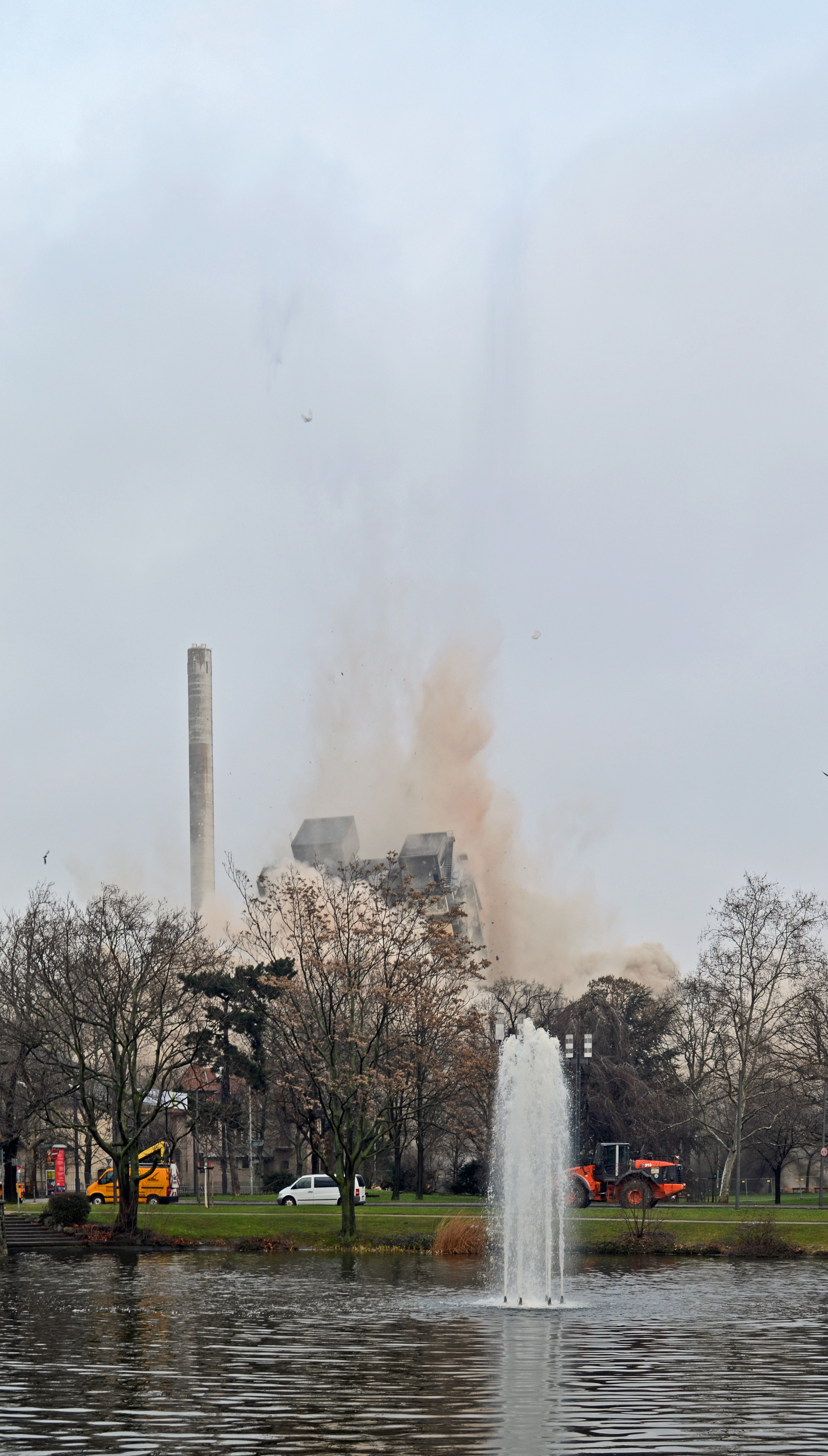
1 Sekunde nach dem vorherigen Bild.
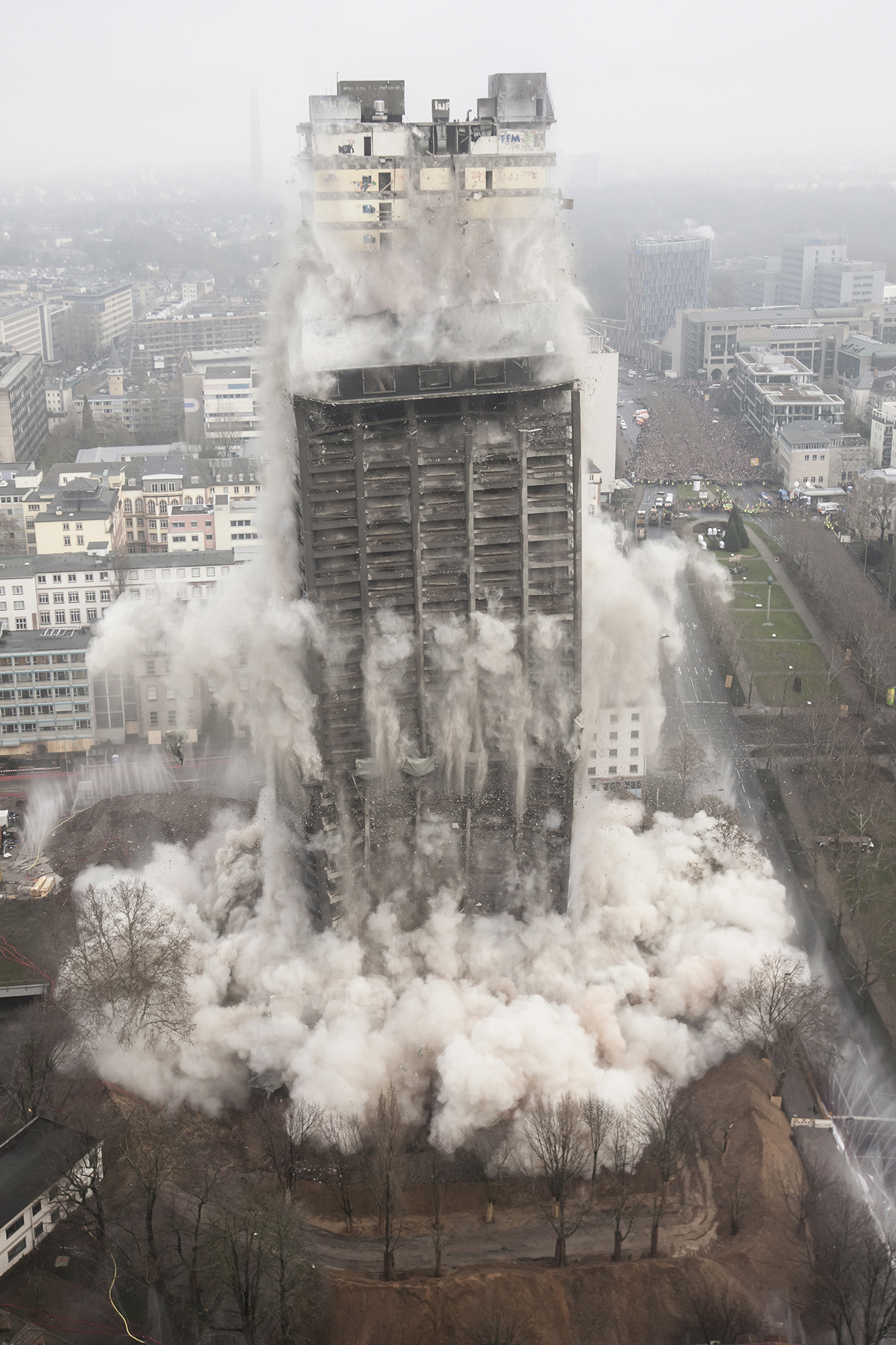
Blick vom WestendGate.
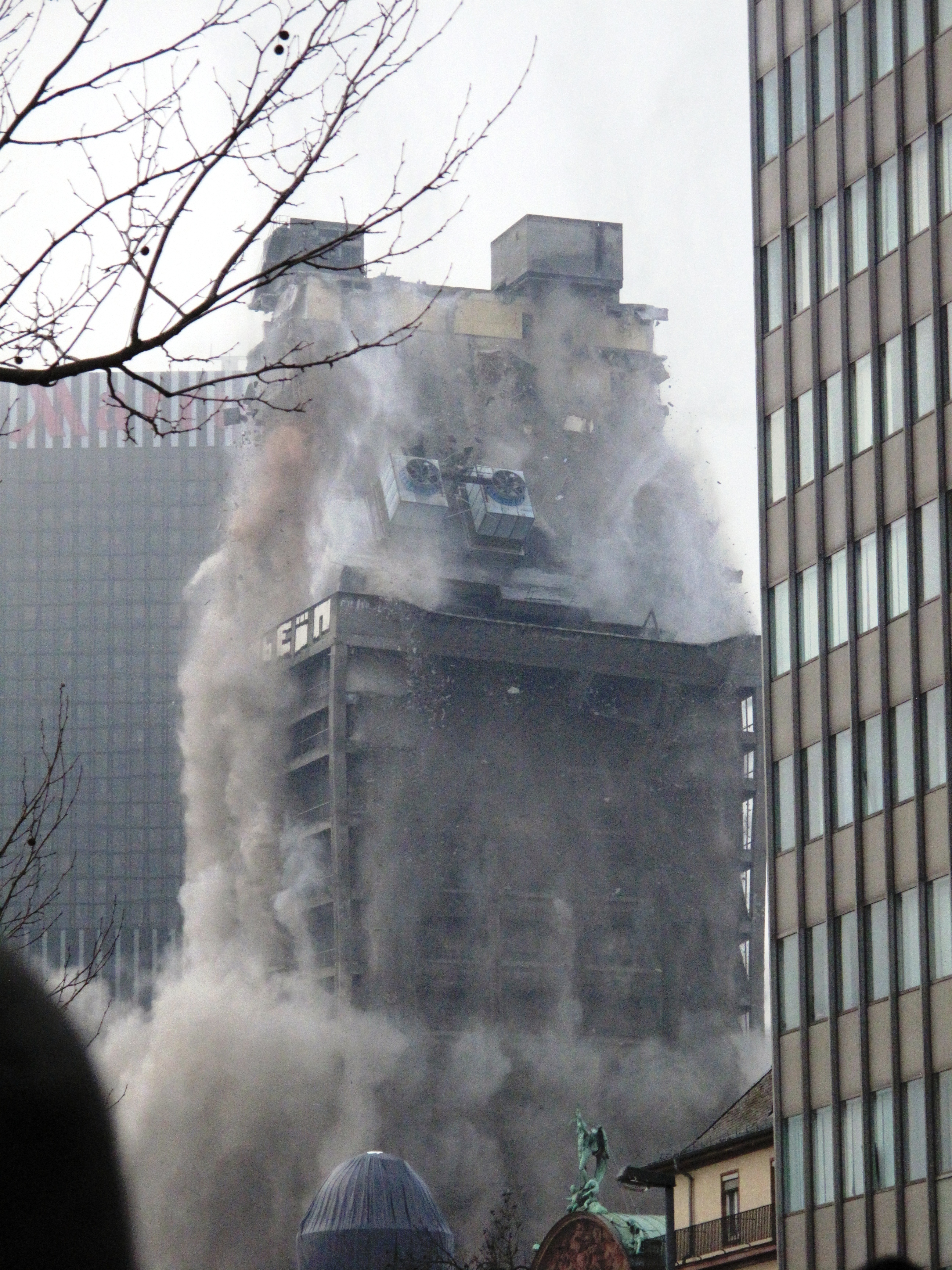
Von Norden aus gesehen.

## Folgenutzung
In den folgenden Jahren erwarben der Vermögensverwalter Commerz Real und das Projektentwicklungsunternehmen Groß & Partner abschnittsweise und teils in einem Joint Venture das Grundstück. Auf dem Gelände wurde auf diese Weise bis 2023 das Senckenberg-Quartier nach Plänen des Architekturbüros Cyrus Moser errichtet. Seine Bestandteile sind die Hochhäuser One Forty West und Senckenberg-Turm, das sechsgeschossige Bürohaus 21 West und eine Kindertagesstätte.